# Schiffsfahne von Källunge

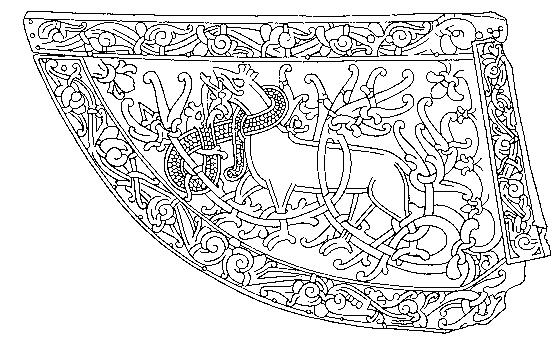
Das Banner von Källunge

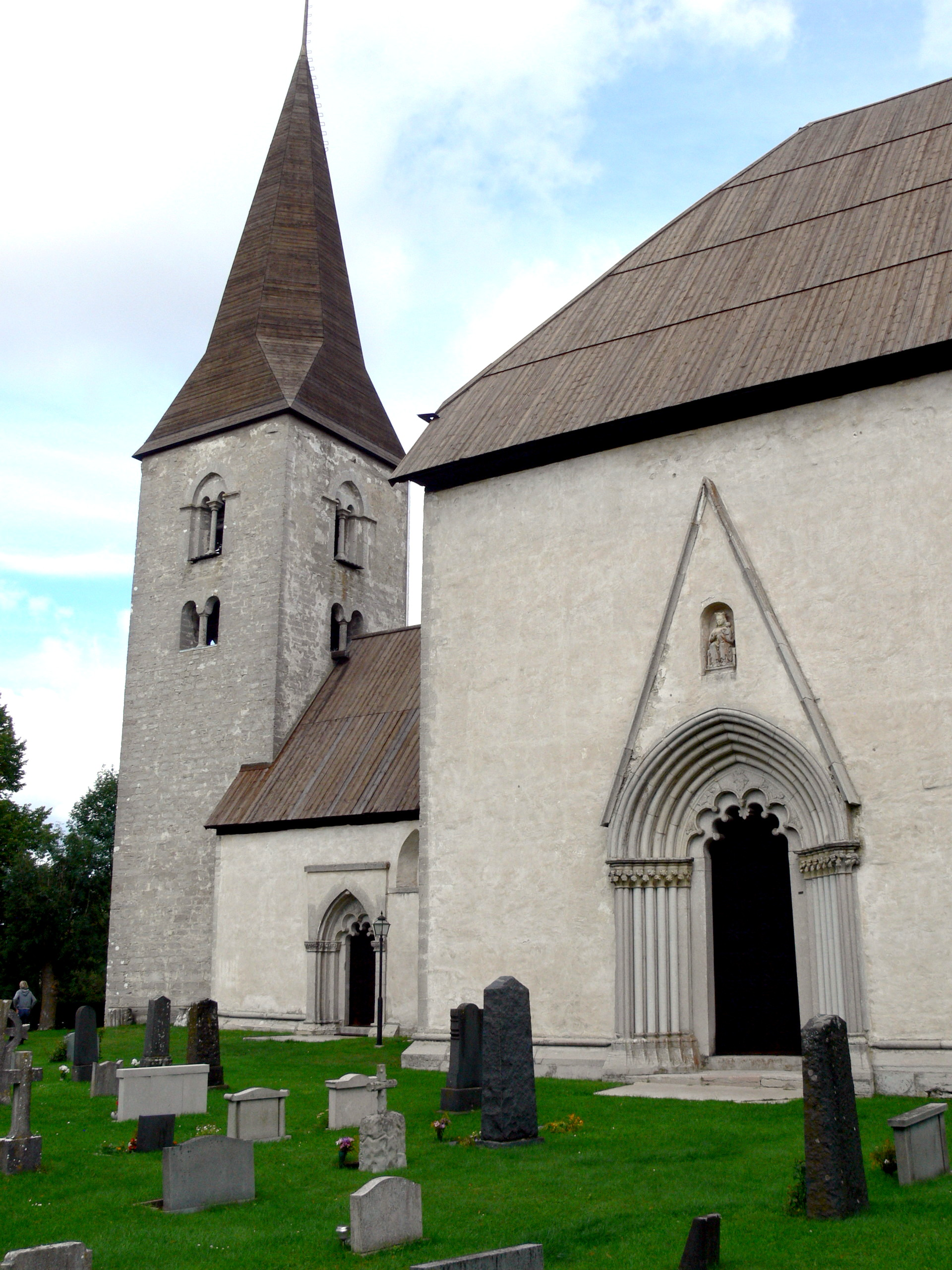
Der Kirchturm, auf dem das Banner entdeckt wurde

Das Banner oder die Schiffsfahne von Källunge (schwedisch Källungeflöjeln) stammt aus der Wikingerzeit (800–1050 n. Chr.) Schwedens. Sie wurde in der Mitte des 20. Jahrhunderts auf dem Turm der Kirche des gotländischen Ortes Källunge entdeckt. 
Die Schiffsfahnen haben die Form eines modifizierten Viertelkreises und werden auch als Wetterfahne bezeichnet. Es handelt sich um eines von vier großen, aus vergoldetem Metall gefertigten und deshalb erhaltenen Exemplaren wikingerzeitlicher Heraldik, die statt der bekannten Drachenköpfe an den Vordersteven saßen, abnehmbar waren und auf Kirchtürmen überlebten. Neben den großen Schiffsfahnen gibt es auch Funde von kleinen modellhaften Fahnen aus Bronze, die bei Ausgrabungen und in Brandgräbern gefunden wurden.
Ein Runenstab aus Bergen in Norwegen zeigt die „Leidang“ (die Flotte), bei der nur wenige Schiffe einen drachen- oder bannerverzierte Steven haben. Die Gravur auf dem Holz weist darauf hin, dass Schiffsfahnen vom Typ der in Källunge erhalten gebliebenen Fahne nur auf Schiffen bedeutender Anführer angebracht werden durften. Dies geht auch aus den Sagen der altnordischen Literatur hervor. 
Die etwa 30 cm lange Standarte zeigt neben der vollplastischen Skulptur eines aufgesetzten Fabeltiers auf der einen Seite zwei Schlangen, auf der anderen die Darstellung eines Löwen oder Wolfes, um dessen Hals sich ebenfalls, in der typischen Rankentechnik, eine Schlange windet. Der abgesetzte aufgenietete Rand ist mit Pflanzenranken verziert und offenbar für die Anbringung eines Stoffstreifens vorgesehen. 
Die Schiffsfahne von Källunge ist eine von nur vier bis heute erhaltenen Metallgegenständen dieses Typs. Neben der von Modum-Heggen in Norwegen, wo die Reste eines Königshofs entdeckt wurden, und der Schiffsfahne von Söderala in Mittelschweden gibt es noch jene vom Turm der alten Kirche in Tingelstad, ebenfalls in Norwegen. 
Die Schiffsfahne von Källunge befindet sich im Museum Gotlands Fornsal in Visby. 